# Tiro com arco nos Jogos Olímpicos de Verão de 1972 - Individual masculino
A prova individual masculina do tiro com arco nos Jogos Olímpicos de Verão de 1972 de 7 a 10 de setembro daquele ano no Englischer Garten, em Munique, Alemanha. O evento consistiu em uma rodada dupla FITA. Para cada rodada, o arqueiro disparou 36 flechas em cada uma das quatro distâncias – 90, 50, 70 e 30 metros. A pontuação mais alta para cada flecha foi de 10 pontos, dando um máximo possível de 2.880 pontos.

## Recordes
Os seguintes novos recordes olímpicos foram estabelecidos durante esta competição.
| Recorde      | Rodada    | Nome          | Nação              | Pontuação | OR |
| ------------ | --------- | ------------- | ------------------ | --------- | -- |
| Rodada única | Primeiro  | John Williams | USA Estados Unidos | 1268      | OR |
| Rodada dupla | Combinado | John Williams | USA Estados Unidos | 2528      | OR |

## Medalhistas
John Williams, dos Estados Unidos, consagrou-se campeão olímpico. O sueco Gunnar Jervill e o finlandês Kyösti Laasonen ficaram com as medalhas de prata e bronze respectivamente.
| Ouro   | USA John Williams   |
| Prata  | SWE Gunnar Jervill  |
| Bronze | FIN Kyösti Laasonen |

## Resultados
| Pos. | Arqueiro             | País                   | Rodada 1 Pts | Parcial | Rodada 2 Pts | Parcial | Total      |
| 1    | John Williams        | USA Estados Unidos     | 1268 (RO)    | 1       | 1260         | 1       | 2528 (RO)  |
| 2    | Gunnar Jervill       | SWE Suécia             | 1229         | 2       | 1252         | 3       | 2481       |
| 3    | Kyoesti Laasonen     | FIN Finlândia          | 1213         | 6       | 1254         | 2       | 2467       |
| 4    | Robert Cogniaux      | BEL Bélgica            | 1205         | 7       | 1240         | 5       | 2445       |
| 5    | Edwin Eliason        | USA Estados Unidos     | 1193         | 13      | 1245         | 4       | 2438       |
| 6    | Donald Jackson       | CAN Canadá             | 1225         | 3       | 1212         | 12      | 2437       |
| 7    | Victor Sidorouk      | URS União Soviética    | 1205         | 7       | 1222         | 7       | 2427       |
| 8    | Arne Jacobsen        | DEN Dinamarca          | 1188         | 20      | 1285         | 6       | 2423 (76)  |
| 9    | Graeme Telford       | AUS Austrália          | 1224         | 4       | 1199         | 16      | 2423 (70)  |
| 10   | Lucien Trepper       | SUI Suíça              | 1191         | 16      | 1218         | 8       | 2409       |
| 11   | Dennis McComak       | USA Estados Unidos     | 1199         | 9       | 1199         | 16      | 2398       |
| 12   | Mikhail Peounov      | URS União Soviética    | 1222         | 5       | 1175         | 24      | 2397       |
| 13   | Herluf Andersen      | DEN Dinamarca          | 1178         | 23      | 1216         | 10      | 2394       |
| 14   | Siegfried Ortmann    | FRG Alemanha Ocidental | 1175         | 24      | 1215         | 11      | 2390       |
| 15   | Terence Reilly       | AUS Austrália          | 1193         | 13      | 1194         | 18      | 2387       |
| 16   | Rolf Svensson        | SWE Suécia             | 1179         | 22      | 1207         | 14      | 2386       |
| 17   | Roy Matthews         | GBR Grã-Bretanha       | 1174         | 25      | 1211         | 13      | 2385       |
| 18   | Andre Baeyens        | BEL Bélgica            | 1190         | 19      | 1193         | 20      | 2383       |
| 19   | Hiroshi Kajikawa     | JPN Japão              | 1192         | 15      | 1189         | 22      | 2381       |
| 20   | Olavi Laurila        | FIN Finlândia          | 1155         | 31      | 1217         | 9       | 2372       |
| 21   | Jacques Doyen        | FRA França             | 1186         | 21      | 1183         | 23      | 2369       |
| 22   | Jakob Wolfensberger  | SUI Suíça              | 1191         | 16      | 1176         | 25      | 2367       |
| 23   | Jos Daman            | BEL Bélgica            | 1165         | 29      | 1200         | 15      | 2365       |
| 24   | Mati Vaikiarv        | URS União Soviética    | 1194         | 11      | 1169         | 30      | 2363       |
| 25   | Elmer Ewert          | CAN Canadá             | 1194         | 11      | 1165         | 32      | 2359       |
| 26   | John Snelling        | GBR Grã-Bretanha       | 1195         | 10      | 1161         | 35      | 2356       |
| 27   | Olov Bostroem        | SWE Suécia             | 1168         | 27      | 1179         | 24      | 2347       |
| 28   | Alfonso Jones        | MEX México             | 1154         | 32      | 1190         | 21      | 2344 (61)  |
| 29   | Masashi Hibino       | JPN Japão              | 1150         | 33      | 1194         | 18      | 2344 (46)  |
| 30   | Richard Krust        | FRG Alemanha Ocidental | 1172         | 26      | 1170         | 29      | 2342       |
| 31   | Alfredo Massazza     | ITA Itália             | 1189         | 19      | 1151         | 39      | 2340       |
| 32   | Jan Erik Humlekjaer  | NOR Noruega            | 1164         | 30      | 1175         | 26      | 2339       |
| 33   | Giancarlo Ferrari    | ITA Itália             | 1167         | 28      | 1155         | 36      | 2322       |
| 34   | Bela Nagy            | HUN Hungria            | 1135         | 39      | 1167         | 31      | 2302       |
| 35   | Sante Spigarelli     | ITA Itália             | 1145         | 34      | 1155         | 36      | 2300       |
| 36   | Johannes Akkerhaugen | NOR Noruega            | 1133         | 40      | 1155         | 36      | 2288 (286) |
| 37   | Francisco Naranjilla | PHI Filipinas          | 1117         | 44      | 1171         | 28      | 2288 (285) |
| 38   | Shinji Nakamoto      | JPN Japão              | 1124         | 42      | 1163         | 34      | 2287       |
| 39   | Marcel Balthasar     | LUX Luxemburgo         | 1144         | 36      | 1141         | 43      | 2285       |
| 40   | Jorma Sandelin       | FIN Finlândia          | 1142         | 37      | 1136         | 45      | 2278       |
| 41   | Wayne Pullen         | CAN Canadá             | 1145         | 34      | 1130         | 46      | 2275       |
| 42   | Louis Lemirre        | FRA França             | 1102         | 46      | 1164         | 33      | 2266       |
| 43   | Galsan Biambaa       | MGL Mongólia           | 1112         | 45      | 1141         | 43      | 2253       |
| 44   | Alain Convard        | FRA França             | 1100         | 47      | 1151         | 39      | 2251       |
| 45   | Ronald Bishop        | GBR Grã-Bretanha       | 1138         | 38      | 1106         | 50      | 2244       |
| 46   | Tomasz Leżański      | POL Polônia            | 1128         | 41      | 1109         | 48      | 2237       |
| 47   | Jean-Pierre Heritier | SUI Suíça              | 1123         | 43      | 1099         | 51      | 2222       |
| 48   | Egil Johansen        | NOR Noruega            | 1076         | 50      | 1143         | 42      | 2219       |
| 49   | Emilio Ramos         | ESP Espanha            | 1092         | 48      | 1107         | 49      | 2199       |
| 50   | Carlos Santos Jr.    | PHI Filipinas          | 1062         | 52      | 1121         | 47      | 2183       |
| 51   | Rafael Aveleira      | MEX México             | 1031         | 54      | 1147         | 41      | 2178       |
| 52   | Jose Almanzor        | MEX México             | 1092         | 48      | 1083         | 52      | 2175       |
| 53   | Robin Sampson        | NZL Nova Zelândia      | 1060         | 53      | 1055         | 53      | 2115       |
| 54   | Ramon Aldea          | PHI Filipinas          | 1067         | 51      | 1035         | 54      | 2102       |
| 55   | Ferdinand Vega       | PUR Porto Rico         | 972          | 55      | 982          | 55      | 1954       |